# 日本華人
日本華人是泛指在日本生活的華人，包含華裔日本人與旅居日本的非日籍華人群體。

## 历史
公元5世紀前後高句麗攻下帶方郡使大批華人進入日本。五世紀後期，雄略天皇與欽明天皇時代百濟華人再進入日本。這些早期華人(歸化人)被称为渡來人，和當地土著一起形成了後來的大和民族。另一批是明代到琉球定居的閩人三十六姓，在琉球被日本吞併後也變為日本人，但他們在琉球國時代已經融入琉球族，至現在其後裔也是琉球族的組成部份。在清朝初年，亦有一些不愿归降满清的明朝遗民东渡日本，如朱舜水、陳元贇等人。現代的在日華人大多是指二十世紀後到日本讀書或定居的華人。
九世紀以前，有许多朝鮮人与中國人移居日本。

## 人數
截至2015年6月統計在日本華人為65万6403人。据人民网日本版的统计，在东京都的人口中，每100个中便有1个是華人。
由于地理位置相近，以前许多中国人移住日本，并歸化成為日籍華人，在横滨市、神户市、长崎市内形成了中华街。2010年12月末以東京的華人最多，達164,201人、其次是神奈川的56,095人、第三為大阪府，有51,056人。明顯集中于關東南部。
| 都道府县 | 人数   |
| -------- | ------ |
| 北海道   | 9560   |
| 青森     | 1403   |
| 岩手     | 2298   |
| 宫城     | 5679   |
| 秋田     | 1700   |
| 山形     | 2652   |
| 福岛     | 3686   |
| 茨城     | 14401  |
| 枥木     | 7694   |
| 群马     | 7358   |
| 埼玉     | 47816  |
| 千叶     | 43581  |
| 东京     | 164424 |
| 神奈川   | 55362  |
| 新潟     | 5342   |
| 富山     | 5651   |
| 石川     | 4906   |
| 福井     | 4251   |
| 山梨     | 4119   |
| 长野     | 10943  |
| 岐阜     | 14884  |
| 静冈     | 13116  |
| 爱知     | 47313  |
| 三重     | 9362   |
| 滋贺     | 4898   |
| 京都     | 12459  |
| 大阪     | 52392  |
| 兵库     | 25253  |
| 奈良     | 3523   |
| 和歌山   | 1485   |
| 鸟取     | 1655   |
| 岛根     | 2080   |
| 冈山     | 9554   |
| 广岛     | 14559  |
| 山口     | 3735   |
| 德岛     | 2956   |
| 香川     | 3935   |
| 爱媛     | 4860   |
| 高知     | 1356   |
| 福冈     | 21551  |
| 佐贺     | 1865   |
| 长崎     | 3598   |
| 熊本     | 4602   |
| 大分     | 4118   |
| 宫崎     | 1902   |
| 鹿儿岛   | 3068   |
| 冲绳     | 1982   |
| 总计     | 674879 |

## 籍贯
| 本籍地 | 人數    | %       |
| ------ | ------- | ------- |
| 台湾   | 40,608  | 5.9     |
| 遼寧   | 105,127 | 15.6    |
| 黑龍江 | 77,753  | 11.5    |
| 福建   | 64,028  | 9.5     |
| 山東   | 59,353  | 8.8     |
| 吉林   | 56,909  | 8.4     |
| 上海市 | 56,843  | 8.4     |
| 江蘇   | 41,066  | 6.1     |
| 北京市 | 23,506  | 3.5     |
| 河南   | 13,927  | 2.1     |
| 浙江   | 13,753  | 2.0     |
| 内蒙古 | 12,721  | 1.9     |
| 河北   | 11,345  | 1.7     |
| 廣東   | 10,393  | 1.5     |
| 湖北   | 9,497   | 1.4     |
| 陝西   | 8,941   | 1.3     |
| 四川   | 8,252   | 1.2     |
| 安徽   | 7,440   | 1.1     |
| 江西   | 6,474   | 1.0     |
| 湖南   | 5,106   | 0.8     |
| 香港   | 3,785   | 0.6     |
| 山西   | 3,357   | 0.5     |
| 廣西   | 2,640   | 0.4     |
| 新疆   | 1,884   | 0.3     |
| 雲南   | 1,370   | 0.2     |
| 甘肅   | 1,174   | 0.2     |
| 貴州   | 1,070   | 0.2     |
| 海南   | 1,064   | 0.2     |
| 青海   | 579     | 0.1     |
| 寧夏   | 449     | 0.1     |
| 其他   | 24,103  | 3.6     |
| 不詳   | 362     | 0.1     |
| 總計   | 674,879 | 674,879 |

## 知名人物

### 華裔日本人
在日本出生并拥有华裔血统的日本人，即是华裔日本人。出生时未获得日本国籍，或中国（中华民国或中华人民共和国）人选择归化日本国籍，即屬「日本人」，以歸化名行世。在汉语境下，选择归化日本国籍的華人，被习惯被称为“华裔日本人”。
日本出生的華裔名人有：
- 鄭成功：日本長崎縣平戶市出身，母親為日本人。明鄭政權建立者，抗清將領。
- 鳳蘭：本名莊芝蘭，歸化名“莊田蘭”。前寶冢歌剧团星组首席小生，第一位成为首席小生非日籍人士，2004年入籍。
- 陳舜臣：歷史小說作家，1990年取得日本國籍。
- 陳建一：陳建民的兒子，日本川菜連鎖店「四川飯店」的現任董事長。
- 蓮舫：日本華裔政治人物，前日本參議院議員及內閣成員，2016年9月23日放棄中華民國國籍。
- 張本智和：日本男子乒乓球選手，2014年歸化日本國籍。
- 張本美和：日本女子桌球運動員，2014年歸化日本國籍。
- 濱本由惟：日本女子桌球運動員。
- 馬淵優佳：日本女子跳水運動員。
- 星名美津紀：日本寫真偶像。
- 中堀海都：日本作曲家、指揮家。
- 野村周平：日本演員。
- 日向滉一：日本演員。
- 林丹丹：華日混血兒，日本演員。
- 潘惠子：華裔血统，日本聲優、占星師。其女潘惠美也是一名聲優。
- 法元明菜：華日混血，日本聲優、歌手
- 安齋由香里：臺日混血兒，日本聲優
- 山根綺：中日混血，日本聲優
- 菱川花菜：中日混血，日本聲優
- 中村由利佳：臺日混血兒，演員

臺灣或香港出生的知名者有：
- 安藤百福：現代泡麵的發明人。
- 渡邊直美：臺日混血兒，日本演員。
- 日華：日本饒舌歌手。
- 一青窈：臺日混血兒，本名：顏窈。日本流行音樂歌手，姊姊一青妙是日本牙醫、作家，一青窈的父親顏惠民是台灣日治時期臺北瑞芳（今新北市瑞芳區）富商，是基隆顏家後代；母親一青和枝則是日本石川縣人（1943年生）。
- 五十嵐裕美：擁有四分之一的台灣血統，日本聲優
- 蔣里美：台日混血兒，日本聲優
- 陳守強：民間學者，著作有< 日本風情錄>，<日本浮世繪 >等等

中國大陸出生的知名者有：
- 吴清源：围棋棋手。
- 吳子靚：歸化名“鈴木惠美”。日本著名模特兒。
- 孙　暐：日本著名模特兒。
- 李建伊：歸化名“梨衣名”。著名女性模特兒。
- 熊江琉唯：日本女性模特兒。
- 齊　心：歸化名“上戸愛”。日本著名才女、藝術家，設計師、哲學家、唱作人。
- 張麗玲：製片人、導演、CCTV大富電視臺董事長。
- 戴　峰：歸化名“中村戴峰”。科學家。
- 石　平：歸化名“石平太郎”。政論家。
- 蘇　薇：歸化名“馬淵崇英”。跳水運動員。
- 王岑静：歸化名“王新朝喜”。籃球運動員。
- 李明陽：歸化名“杉山美由紀”。籃球運動員。
- 李莎莎：歸化名“川村李沙（日语：川村李沙）”。籃球運動員。
- 張天傑：歸化名“張本天傑”。籃球運動員。
- 任彦丽：歸化名“宇津木麗華”。壘球運動員。
- 和雪梅：歸化名“高堰雪梅”。體操運動員。
- 何智丽：歸化名“小山智丽”。乒乓球运动员。
- 韋晴光：歸化名“偉關晴光”。乒乓球運動員。
- 橋本甜歌：中日混血，日本演員。
- 李小牧：日中韩文化交流协会会长。作家。

- 廉斯嘉：中日混血，為韓國女子團體FANATICS的前成員，在中國出生，三歲時僑居日本
- 魏涼子（日语：魏涼子）：日本聲優、演員
- 李相哲：朝鲜族，归化名“竹山相哲”。新闻学者

### 华僑
日本華僑，是对在日本出生、工作、居住並拥有中華民國或中華人民共和國的國籍的人的称呼。由於近年不少人到日本工作、經商，所以形成一個龐大的群體。
知名的華僑有：
- 陳平順：中華料理餐廳「四海樓」的創辦人。
- 王貞治：華日混血兒，1960年代至1970年代為日本著名職業棒球選手，雖生於日本和未曾居於中華民國，但持有中華民國護照。
- 王理惠：王貞治之次女，媒體工作者。
- 王仕福：王貞治的父親，於1925年起至1985年病逝這六十年間都在日本居住，但從沒入過日本籍。
- 鲁婉遥：日本出生，中华人民共和国籍高尔夫球选手。
- 端木正和：旅日企業家。
- 陈美龄：香港歌手。
- 王少飛：旅日巨匠畫家，大師藝術家。
- 邢慧君：日本名後藤希美子，在日韓國華人，已故台湾女演员。
- Liyuu：中国上海市出身的女性角色扮演者、歌手、声优，现活跃于中国大陆和日本两地
- 卢婷：女性角色扮演者、歌手、声优。
- 王志安：旅日中国媒体人。

## 外部連結
（英文）
- Beech, Hannah. "Chinese Immigrants Chase the Japanese Dream （页面存档备份，存于）." 《時代》. Thursday December 6, 2007.
- Chen, Lara Tien-shi. "Chinese in Japan （页面存档备份，存于）." Encyclopedia of Diasporas. 施普林格 US, 2005, Part III, pp 680-688. DOI: 10.1007/978-0-387-29904-4 70. Print ISBN 978-0-306-48321-9, Online ISBN 978-0-387-29904-4.
- Le Bail, Hélène. "SKILLED AND UNSKILLED CHINESE MIGRANTS IN JAPAN" ( （页面存档备份，存于）). Les cahiers d’Ebisu. Occasional Papers No. 3, 2013, pp. 3-40. French Research Institute on Japan, Maison Franco-Japonaise (日仏会館).
- Maher, John C. . Journal of Multilingual and Multicultural Development（英语：Journal of Multilingual and Multicultural Development）. 1995, 16 (1–2): 125–138  [2006-10-27]. （原始内容存档于2021-06-22）. - (published online 14 September 2010)
- Shao, Chunfen. "Chinese Migration to Japan, 1978-2010: Patterns and Policies" (Part IV: Chinese Migration in Other Countries: Chapter 11). "A Biographical Study of Chinese Immigrants in Belgium: Strategies for Localisation." In: Zhang, Jijiao and Howard Duncan. Migration in China and Asia: Experience and Policy (Volume 10 of International Perspectives on Migration). Springer Science & Business Media, April 8, 2014. ISBN 940178759X, 9789401787598. Start p. 175 （页面存档备份，存于）.